# Сильвестер (Західна Вірджинія)
Сильвестер (англ. Sylvester) — місто (англ. town) в США, в окрузі Бун штату Західна Вірджинія. Населення — 171 особа (2020).

## Географія
Сильвестер розташований за координатами 38°0′29″ пн. ш. 81°33′42″ зх. д. / 38.00806° пн. ш. 81.56167° зх. д. (38.008031, -81.561676).  За даними Бюро перепису населення США в 2010 році місто мало площу 0,67 км², з яких 0,65 км² — суходіл та 0,01 км² — водойми.

## Демографія
Згідно з переписом 2010 року, у місті мешкало 160 осіб у 67 домогосподарствах у складі 44 родин. Густота населення становила 240 осіб/км².  Було 78 помешкань (117/км²).
Расовий склад населення:
| - 98,8 % — білих |

До двох чи більше рас належало 1,3 %. Частка іспаномовних становила 0,0 % від усіх жителів.
За віковим діапазоном населення розподілялося таким чином: 21,9 % — особи молодші 18 років, 55,0 % — особи у віці 18—64 років, 23,1 % — особи у віці 65 років та старші. Медіана віку мешканця становила 42,0 року. На 100 осіб жіночої статі у місті припадало 97,5 чоловіків;  на 100 жінок у віці від 18 років та старших — 86,6 чоловіків також старших 18 років.
Середній дохід на одне домашнє господарство  становив 72 469 доларів США (медіана — 52 500), а середній дохід на одну сім'ю — 81 988 доларів (медіана — 61 250). За межею бідності перебувало 3,8 % осіб, у тому числі 14,3 % дітей у віці до 18 років та 0,0 % осіб у віці 65 років та старших.
Цивільне працевлаштоване населення становило 52 особи. Основні галузі зайнятості: роздрібна торгівля — 21,2 %, сільське господарство, лісництво, риболовля — 19,2 %, публічна адміністрація — 11,5 %, науковці, спеціалісти, менеджери — 11,5 %.